# Discorsi sopra la prima Deca di Tito Livio
I Discorsi sopra la prima Deca di Tito Livio sono un'opera di Niccolò Machiavelli, frutto di una lunga elaborazione durata dal 1513 al 1519, anno di morte di uno dei due dedicatari dell'opera; in ogni caso, non si può escludere che una prima idea dell'opera possa risalire anche agli anni della segreteria a Firenze.
L'opera è dedicata a Zanobi Buondelmonti e a Cosimo Rucellai, due tra i maggiori esponenti degli Orti Oricellari a Firenze, dove si riunivano giovani aristocratici per discutere di politica, arte e letteratura. Come molte altre opere di Machiavelli i Discorsi furono di pubblicazione postuma, avvenuta nel 1531 a opera del tipografo fiorentino Bernardo Giunti.
I Discorsi non hanno una struttura unitaria, ma già nel titolo suggeriscono l'idea di una serie di divagazioni condotte a partire da un testo-base: la prima Deca della storia di Roma del grande storico latino Tito Livio. Non si tratta dunque di un commento vero e proprio, ma di una serie di riflessioni e appunti che vorrebbero costituire i fondamenti di una moderna teoria politica basata sugli insegnamenti della storia della Roma antica.

## Struttura dell'opera
L'opera è costituita da una serie di divagazioni ispirate dall'opera dello storico latino Tito Livio ed è divisa in tre libri:

### Libro I
Per molti aspetti il più importante dei tre, il primo libro si estende per 60 capitoli e tratta di politica interna: organizzazione dello Stato, le leggi e l'importanza della religione come strumento politico nelle mani di chi è al potere. Machiavelli rimpiange i culti pagani dei romani, che inducevano il cittadino ad immedesimarsi nello Stato. Allo stesso modo accusa la religione cristiana di distogliere la popolazione dagli interessi civili e dall'amore patrio. In questi capitoli (cap. XI-XV) è notevole come nel pensiero di Machiavelli le religioni vengano analizzate in una prospettiva puramente utilitaristica nell'ambito politico, senza porre nessuna attenzione alla veridicità o mendacità delle religioni stesse.

### Libro II
Questo libro è composto da 33 capitoli in cui Machiavelli parla della politica estera e della politica militare di Roma antica. Anche qui una grande attenzione è posta sul problema delle religioni; inoltre si individua nella virtù dei cittadini un grande fattore di stabilità e grandezza dello Stato. L'autore prosegue ponendo l'accento sul legame che allaccia virtù e fortuna: viene sottolineato, infatti, che i Romani dovevano le proprie conquiste non al caso bensì alle virtù, che li indussero a riformare gli ordini presenti nel loro Stato.
Nel capitolo 5, l'autore sposa la tesi dell'eternità del mondo, propria di Lucrezio e di Aristotele-Averroè e contraria al tomismo.
Nel capitolo 8, paragona la crudeltà della guerra di Galli, Germani e Cimbri contro i Romani, descritta da Livio, a quanto fece Mosè con gli abitanti della Terra Promessa che, per fuggire agli Israeliti, avrebbero invaso l'Africa. Procopio, che racconta il conflitto tra Belisario e i Vandali testimonia "di iscrizioni mauritane in ricordo dell'antica fuga dalle terre natie "di fronte al predone Giosuè, figlio di Nava'". Dall'Illuminismo in poi, il Mosè di Macchiavelli è letto come un eroe politico che opera senza nessuna visione teologica o escatoligica. Come Romolo, Licurgo e Solone, Mosè è mosso dal
desiderio "di volere giovare non a sé ma al bene comune, non alla propria successione, ma alla comune patria". Egli è un costruttore di un buon ordine e di buone leggi, avendo in mente il bene comune.
Come i Romani con gli Etruschi, anche "setta Cristiana contro alla gentile" agì per cancellare il passato, estinguendo ogni ricordo dell'antica teologia. Macchiavelli fa propria la Machiavelli la leggenda del "rogo di San Gregorio", diffusa nel tardo Medioevo, e riproposta a Firenze dalle prediche e azioni del Savonarola.

### Libro III

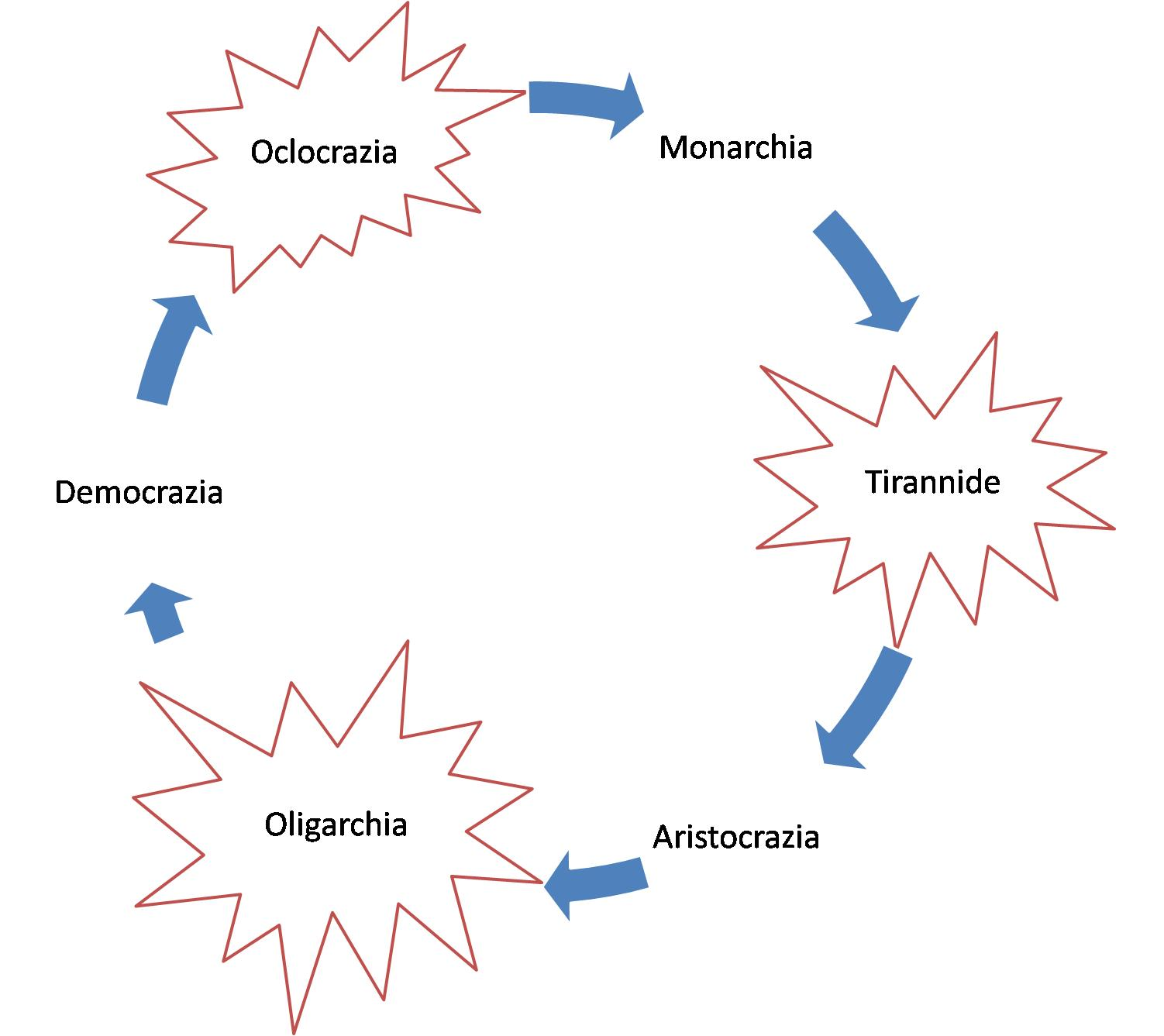
Ciclo degenerativo di cui, secondo Machiavelli, sono parte tutte le forme di governo. Unica eccezione: la Repubblica romana. Nell'elaborarlo, è probabile che Machiavelli si sia basato sul VI libro delle Storie di Polibio

L'ultimo libro è di argomento misto. Si dilunga per 49 capitoli parlando di come Roma sia stata resa grande dalle azioni di uomini insigni, della corruzione e della recente crisi del governo di Firenze. Contiene capitoli di grande importanza: in particolare il primo, in cui si tratta il tema del «ritorno ai principii»; il sesto in cui si tratta delle congiure (la grande fortuna dell'estratto è anche attestata dalla circolazione autonoma del capitolo). Per l'appunto, qui viene trattata sia la possibilità di commettere un'azione immorale sia l'autonomia dell'azione bellica dalla morale, che Machiavelli ritene lecite purché volte a ridisegnare la magnanimità della politica. In ogni caso, nell'insieme questo ultimo capitolo manca di una compiuta organicità e di uno svolgimento unitario.

## Accoglienza
Francesco Guicciardini, amico di Machiavelli, dopo aver letto il libro scrisse numerose note critiche (le Considerazioni) su gran parte dei capitoli. Jean-Jacques Rousseau considerò i Discorsi (così come le Istorie fiorentine) emblematiche della filosofia machiavelliana:
(Rousseau, Contratto sociale, Libro III.)